# Maicimirim
Ne doit pas être confondu avec Maici-Mirim.
Le Maicimirim est une rivière du Brésil localisée dans l’État d'Amazonas.

## Géographie
Dans les environs de la source du Maicimirim, des forêts de feuillus caducs sempervirents.
La région environnant le Maicimirim est peu peuplée, avec moins de deux habitants par kilomètre carré. Le climat est celui de moussons tropicales. La température moyenne annuelle dans la région est de 23 °C. Le mois le plus chaud est le mois d'août avec une température moyenne de 25 °C et le plus froid est le mois d'avril avec 22 °C. La moyenne de pluie annuelle est de 2553 millimètres. Le mois le plus pluvieux est en février, avec une moyenne de 400 mm, de pluie et le plus sec est août, avec des précipitations ne dépassant pas 27 millimètres en moyenne.

## Sources
- (sv) Cet article est partiellement ou en totalité issu de l’article de Wikipédia en suédois intitulé « Rio Maicimirim » (voir la liste des auteurs).